# 何諾軒
何諾軒（Vincent Ho，？年—）是一位加拿大保守黨的政客。在2025年加拿大聯邦大選中，他被選為了代表列治文山南的國會議員。 在當選前，他是一位律師。